# بكر بن عبد الله بن بكر
الدكتور بكر بن عبد الله بن بكر مدير جامعة الملك فهد للبترول والمعادن السابق وسفير المملكة العربية السعودية السابق ولد عام 1362هـ في مدينة الطائف وهو أخ الدكتور خالد بن عبد الله بن بكر المدير العام للخطوط الجوية العربية السعودية سابقا

## مؤهلاته العلمية
- شهادة الثانوية العامة من مدرسة ثقيف في الطائف عام 1960م
- شهادة البكالوريس في هندسة البترول من جامعة تكساس عام 1963م
- شهادة الماجتسير في إدارة الأعمال من جامعة ستانفورد عام 1967م

تخصص في كيفية تطبيق العلوم التقنية الممتدة على الآلات الحاسبة على مشاكل التنظيم والإدارة العصرية كما درس أساليب ونظم التعليم العالي في نفس الجامعة.
- شهادة الدكتوراه من إدارة الأعمال من جامعة كاليفورنيا عام 1970م

طوًر عدد من النظريات في علم الإدارة، واختبرت النظريات في عدة شركات أمريكية حيث استعملها كأساس لرسالة الدكتوراة التي بحثت في "العلاقة بين مختلف نظريات الإدارة منذ بداياتها الحديثة إلى الوقت الحاضر وبين درجات النمو الاقتصادي.
درس تخصصي الإحصاء والإدارة أثناء وجوده في جامعتي ستانفورد وجنوب كاليفورنيا، كما منح عضوية عدد من الجمعيات العلمية.

## مناصبه الحكومية
- عمل إثر حصوله على شهادة البكالوريوس وعودته في شركة الزيت العربية الأمريكية كمهندس بترول وكان أول مهندس يترول سعودي في أرامكو عام 1963م.
- انتقل إلى كلية البترول والمعادن آنذاك بناء على طلب من معالي وزير البترول والمعادن ليساهم في تأسيس كلية البترول والمعادن وضع الخطة التعليمة والإدارية لها ثم عُيًن وكيلاً لها في منتصف عام 1965م.
- قام بتدريس مادة الإحصاء في جامعة ستانفورد أثناء دراسته لمرحلة الماجستير عام 1967م.
- عُيًن إثر عودته مساعداً لمحافظ بترومين، ثم عاد إلى جامعة جنوب كاليفورنا عام1970م.
- أنتخب بعد عودته من أمريكا لدراسة أوضاع كلية البترول والمعادن التعليمية والإدارية وقدم تقريراً متكامل لإعادة تنظيم الكلية وتعديل اتجاهاتها الأكاديمية قًبِل التقرير وطلب تنفيذة.
- عميد كلية البترول والمعادن (جامعة الملك فهد للبترول والمعادن) عام 1970م
- صدر الأمر السامي برقم 1/236 بتعينة مديراً لجامعة البترول والمعادن وهو بذلك أول مدير لجامعة البترول والمعادن للفترة من عام 1975م وحتى عام 1995م.
- صدر أمر ملكي رقم 1/81 بتعين معاليه عضواً بمجلس الخدمة المدينة لمدة 3 سنوات عام 1995م.
- سفير خادم الحرمين الشريفين في تونس عام 1995م.
- سفير خادم الحرمين الشريفين في سوريا عام 1999م.

## مناصبه الغير حكومية
- عضو بالمجلس الأعلى لجامعة الملك سعود.
- عضو بالمجلس الأعلى لجامعة الملك فيصل.
- عضو بالمجلس الأعلى لجامعة الملك عبد العزيز.
- عضو بالمجلس الأعلى للجامعة الإسلامية في المدينة المنورة لمدة 14 سنة.
- عضو بمجلس أمناء جامعة قطر.
- عضو بمجلس أمناء جامعة البحرين.
- عضو بالجمعية الإدارية الأمريكية للمنهدسين.
- عضو بمجلس اتحاد الجامعات العربية.
- عضو بمجلس جامعة الأمم المتحدة في طوكيو- اليابان.
- رئيس لجنة المالية والميزانية في جامعة الأمم المتحدة باليابان.
- عضو مجلس إدارة كلية فاجينيا التقنية بأمريكا.
- عضو مجلس إدارة معهد إدارة معهد التدريب والبحوث في الأمم المتحدة، نيويورك.
- عضو بمركز بحوث اسهامات المسلمين في الحضارة الإنسانية.
- عضو بالمنظمة العالمية للعلوم والتكنولوجيا والإنماء في كندا.
- شغل عضوية العديد من الجامعات الأمريكية والعربية والسعودية ومنها جامعة جورجيا تك في أمريكا وجامعة الأمم المتحدة في طوكيو باليابان وجامعة قطر وجامعة البحرين والجامعة الإسلامية في المدينة المنورة وغيرها.
- نشر العديد من البحوث والمقالات العلمية وآخر ما نشر له كتاب باللغة الإنجليزية عن (تطوير وإدارة التعليم العالي في العالم العربي).
- عضو في العديد من الجامعات العلمية خاصة في أمريكا